# Filippo Strofaldi
Filippo Strofaldi (né le 11 août 1940 à Naples, Italie et mort le 24 août 2013  à Casamicciola Terme) est un prélat catholique italien, évêque d'Ischia de 1998 à 2012.

## Biographie
Filippo Strofaldi est ordonné prêtre en 1964. Il est nommé évêque d'Ischia en 1998. En 2012, Mgr Strofaldi prend sa retraite pour des raisons de santé.

## Sources
- Profil sur Catholic hierarchy